# 共喰い (映画)
『共喰い』（ともぐい）は、青山真治監督による2013年の日本映画。主演は菅田将暉。

## ストーリー
昭和63年の夏。遠馬（菅田将暉）は、17歳の男子高校生だ。父の円（光石研）と父の愛人の琴子（篠原友希子）と三人で、川辺の一軒家に暮らしている。円との性交のたびに殴られたり首を絞められたりするせいで、琴子の顔には痣ができる。その現場を見ていた遠馬は、円の血をひく自分も恋人の千種（木下美咲）に同じことをするのではないかと恐れている。
母の仁子（田中裕子）は橋の反対側で魚屋を営んでいる。戦争で空襲に遭って左手首を失った彼女は、特注の義手をつけて魚を下ろす。
円が夏祭りの準備のため外出していたある日、琴子は自分が妊娠していることを遠馬に告げる。円の子だという。不機嫌になった遠馬は神社で千種を押し倒し、嫌がる彼女の首を絞めてしまう。それ以来、千種は遠馬と会おうとしなくなる。
琴子は、近いうちに家を出ていくつもりだと遠馬に伝える。円にはまだ言わないでほしいという。遠馬は円が通っているアパートの女（宍倉暁子）と性交する。
夏祭りの前々日、近所の子供たちに連れられた千種が遠馬の家にやって来る。今度あんなことをしたら殺す、明後日は神社で待っている、と言う。
夏祭り当日、円が家に帰ってくる。円は、遠馬がアパートの女と性交するときに暴力をふるったことを喜んでいる。遠馬は、家を出て行った琴子がもう戻ってこないことを円に教える。雨の中、円は琴子を探しに行く。しばらくして、泣きじゃくった近所の子供たちが遠馬を訪ねてくる。異変を感じた彼が神社へ向かうと、そこには、円に犯された千種が傷だらけで横たわっていた。魚屋に現れた二人の話を聞いて、仁子は包丁を持って円を探しに行く。遅れて駆けつけた遠馬の目の前で、仁子の義手に腹を刺された円が川に流されていく。翌朝、仁子は神社で逮捕された。
拘置所の面会室。仁子は、自分の判決まで「あの人」には生きていてほしい、恩赦があるから、と遠馬に言う。
遠馬はフェリーに乗って琴子に会いに行く。ベッドの上の遠馬が自分の弟か妹を身ごもっている琴子と性交することに躊躇していると、琴子は自分の腹にいるのが本当は円の子ではないことを告げる。遠馬が琴子の首に手をかけると、彼女の子が腹のなかで動いて彼の興奮を冷ます。
遠馬が魚屋に戻ると、そこには、魚を下ろす千種の姿があった。夜、寝ている千種の首元に遠馬が手を伸ばした瞬間、彼女は目を開けて、あなたの手はわたしを痛めつけるためにあるのか、可愛がるためにあるのではないか、と問う。千種は遠馬の手を紐で縛り、仰向けの彼にまたがる。
年が明けて、昭和が終わった。

## キャスト
- 遠馬：菅田将暉
- 千種：木下美咲
- 琴子：篠原友希子
- アパートの女：宍倉暁子
- 若い刑事：淵上泰史
- 刑事：岸部一徳
- 円：光石研
- 仁子：田中裕子
- 子供たち

福山莉子 原田健汰
古賀光輝 三枝優希
小川丈瑠 小森悠矢
- 警察官たち

鈴木将一朗 横川知宏

## スタッフ
- 原作：田中慎弥「共喰い」（集英社文庫刊）
- 監督：青山真治
- 脚本：荒井晴彦
- 音楽：山田勳生、青山真治
- プロデューサー：甲斐真樹
- アソシエイトプロデューサー：佐藤公美
- 撮影：今井孝博
- 照明：松本憲人
- 音響：菊池信之
- 美術：清水剛
- 編集：田巻源太
- ヘアメイク：田中マリ子
- 衣装：篠塚奈美
- 助監督：吉田亮
- 制作担当：中村哲也
- 企画協力：集英社
- 配給：ビターズ・エンド
- 宣伝：ミラクルヴォイス
- 制作プロダクション：スタイルジャム
- 製作：『共喰い』製作委員会（スタイルジャム、ミッドシップ、ギークピクチュアズ、アミューズソフトエンタテインメント、ビターズ・エンド）

## 製作
原作は田中慎弥による第146回芥川龍之介賞受賞の短編小説「共喰い」。脚本は荒井晴彦。今井孝博によってデジタルのシネマスコープで撮影される。エンディング・クレジットには「帰れソレントへ」が選曲される。本作の冒頭と末尾に挿入されるヴォイス・オーヴァーは、大人になった遠馬が語っている設定だが、実際には光石研の声で録音された。

## 発表
2013年9月7日、日本で全国公開される。視覚障害者向けのバリアフリー上映にあたっては、副音声で流すための音声ガイダンスを吹き込まなかったが、その代わり、通常の7倍の感度をもつ集音マイクが撮影時に使われる。

## 評価
梅本洋一は、本作が腐心するのは1960年代に絶頂期の大島渚が生きた怒りを再現させることであると指摘。藤井仁子は、「『日本映画』の伝統をたんなる反復ではないかたちで転生させることに成功している」と述べた。村山匡一郎は本作に五つ星満点を与える。
2013年、第66回ロカルノ国際映画祭においてYouth Jury Award最優秀作品賞とボッカリーノ賞最優秀監督賞を受賞する。
第87回キネマ旬報ベスト・テンの日本映画5位に選ばれた他、脚本賞（荒井晴彦）と助演女優賞（田中裕子、『はじまりのみち』での演技と合わせて）を受賞している。同じく映画雑誌の『映画芸術』では日本映画ベストテン第2位となった。
主演の菅田将暉は、本作の演技で第37回日本アカデミー賞新人俳優賞を受賞した。
第68回毎日映画コンクールでは、脚本賞（荒井晴彦）と撮影賞（今井孝博）を受賞した。
優れた新人撮影監督を顕彰する第57回三浦賞では、今井孝博が受賞した。